# Isaac Benzie
Isaac Benzie was een warenhuis in Aberdeen, Schotland.

## Geschiedenis
Isaac Benzie opende in 1894 een kleine textielwinkel in George Street 185, Aberdeen, nadat hij een stage had gelopen in een algemene winkel in het dorp Oyne. Het bedrijf groeide door te verhuizen naar een groter pand in Gallogate en er werden nog meer winkels in Aberdeen geopend waar extra goederen werden verkocht. Daarnaast had het bedrijf een kousenfabriek in Concert Court.
In 1922 werden de bedrijven samengevoegd tot één bedrijf en  in 1924 werden de winkels allemaal samengebracht onder één dak op 143-167 George Street in Aberdeen. Isaac Benzie stierf in 1926, terwijl zijn zonen Isaac Junior en Athol het bedrijf runden.
In 1935 stierf Isaac Junior, waarna zijn broer het bedrijf verder leidde tot zijn pensioen in 1955. Na zijn pensionering verkocht hij het bedrijf aan House of Fraser, die onder de naam Isaac Benzie bleef handelen tot 1972. Op dat moment werd het warenhuis opgenomen in de nieuwe Arnotts-divisie en werd onder de naam Arnotts voortgezet. De winkel bleef functioneren als een Arnotts totdat deze in 1986 werd gesloten door House of Fraser. 